# Стадион Њулендс
Стадион Њулендс је рагби стадион у Кејптауну. На овом стадиону играју Вестерн Провинс у оквиру Кари купа и Стормерси у супер рагбију. На овом стадиону одигране су 4 утакмице светског првенства 1995. Капацитет овог стадиона је 51 900 места.